# فرودگاه نوسرا
فرودگاه نوسرا (به انگلیسی: Nosara Airport) یک فرودگاه همگانی با کد یاتا NOB است که یک باند فرود آسفالت دارد و طول باند آن ۱۰۰۰ متر است. این فرودگاه در شهر نوسرا کشور کاستاریکا قرار دارد و در ارتفاع ۱۰ متری از سطح دریا واقع شده است.